# Mihail Lewicki
Mykhailo Levytskyi (Михайло Левицький; Pokucie, 17 febbraio 1774 – Univ, 14 gennaio 1858) è stato un cardinale ucraino della Chiesa cattolica, nominato da papa Pio IX.

## Biografia
Nacque a Pokucie il 17 febbraio 1774.
Papa Pio IX lo elevò al rango di cardinale nel concistoro del 16 giugno 1856.
Morì il 14 gennaio 1858 all'età di 83 anni.

## Genealogia episcopale e successione apostolica
La genealogia episcopale è:
- Arcivescovo Onofrio Costantini
- Arcivescovo Filoteo Zassi, O.S.B.M.
- Arcivescovo Basilio Matranga, O.S.B.M.
- Arcivescovo Giuseppe Schirò, O.S.B.M.
- Arcivescovo Jason Junosza Smogorževsky
- Vescovo Petro Bielański
- Arcivescovo Anton Anhelovyč
- Cardinale Mihail Lewicki

La successione apostolica è:
- Vescovo Ivan Jan Snihurskyj (1818)
- Vescovo Wincenty Siedlecki (1819)
- Vescovo Vasyl Popovyč (1838)
- Arcivescovo Hryhorij Jachimowicz (1841)